# Уславлені імена
«Уславлені імена» (назва до 1977 — «Життя славетних») — україномовна книжкова серія біографічних творів, яку упродовж 1966—1990 випускало видавництво «Молодь» в Українській РСР.
Українську серію можна було розглядати до певної міри як аналог, хоч і значно менш масштабніший, російськомовної серії «Життя чудових людей».

## Характеристика серії
Метою серії було ознайомлення читача з життєписами великих, відомих й маловідомих, напівзабутих, але не менш гідних уваги діячів українського народу — революціонерів і полководців, письменників і композиторів, гетьманів і ватажків народних повстань, учених і мандрівників, винахідників і митців.
Видання випусків розпочалось у 1966 під серійною назвою «Життя славетних» у форматі 70×100/32 (130×165 мм). У 1977 (починаючи з випуску 36) була змінена назва серії — на «Уславлені імена» — та був збільшений формат випусків — до 84×108/32 (130×200 мм).
Основні жанри випусків — повість (біографічна, документальна, історична); роман (біографічний, історичний, роман-біографія, роман-есе); біографічний нарис.
Авторами видань серії були здебільшого письменники, зрідка — історики. Всі без винятку видання були ілюстровані чорно-білими фотографіями та малюнками.
Як свідчить репертуар книг серії «Життя славетних» за 1966—1977, основними жанрами, що використовувалися авторами були: документальна повість, героїчна повість, біографічна повість, біографічний роман, документальна розповідь, історична повість. Час від часу в серії видавалися збірки, присвячені одній особі, що знову ж таки вміщували короткі біографічні (нариси, повісті, спогади) та колективні збірки, як-то: «Декабристи на Україні» (1971); «Новатори» (1974); «Хлібодари» (1975); «Льотчики» (1977). Упродовж 1966—1977 у серії було видано 35 випусків (у порядкових номерах відсутній 19 номер). Щодо довідкового апарату видань серії «Життя славетних», то майже всі без винятку книги містять додаток «Основні дати з життя та діяльності», та лише окремі із них мають посилання на літературні джерела. Покажчик імен подано лише у другому випуску серії. Автори випусків 15 та 18 у примітках подали короткі біографічні довідки про осіб, які згадувались у виданнях. Видання серії «Життя славетних» мали однаковий формат (70×100/32 або 130×165 мм) і художнє оформлення, обкладинки різнилися лише кольором). На обкладинці вміщувалося зображення героя твору.
Починаючи з 1977, серія біографічних творів «Життя славетних» плавно переросла у серію з назвою «Уславлені імена». Був збільшений формат випусків — до 84×108/32 або 130×200 мм. До середини 80-х рр. ХХ ст. художнє оформлення залишалося однаковим, та згодом книги серії виходили без загальноприйнятих ознак. У цій серії впродовж 1977—1990 було видано ще 41 випуск (серія продовжила нумерацію попередньої). У жанровому вимірі значних змін не відбулося, хіба що її межі було розширено за рахунок роману, роману-біографії, біографічного есе. Документальні та історичні повісті авторами серії більше не практикувалися. Не зважаючи на те, що й надалі автори вміщували в кінці видання «Основні дати життя та діяльності», інколи навіть «Коротку бібліографію», серія дедалі більше набирала ознак художньої. Історичний метод дослідження, що використовувався літераторами, чимраз більше втрачав науковий підхід.
В умовах задушливої атмосфери «застою» 70—80-х рр. ХХ ст. серія могла лише виконувати роль популяризатора офіційних ідеологічних та історичних постулатів радянської влади. Тому слід визнати, що для української біографічної традиції видання серій «Життя славетних» та «Уславлені імена» не принесло великих проривів із погляду розвитку науково-практичних проблем біографіки та формування методологічних засад наукової біографії.

## Оформлення випусків
Художнє оформлення випусків «Життя славетних» здійснювалось за макетами:
- І. П. Хотінка (випуски 1-14)
- М. Н. Гроха та Б. Л. Туліна (випуски 15-35).

Макети художнього оформлення випусків «Уславлені імена» розробляли:
- М. Р. Залевський (випуски 36-59)
- Є. В. Попов (випуск 41, художнє оформлення)
- В. І. Діброва (випуски 62-65)
- В. І. Глазунов (випуски 66-72)
- В. В. Машков (випуски 73-74)

## Випуски
| Номер                             | Автори                                                                              | Герої                                                                     | Рік видання | Сторінок | Наклад      | Посилання |
| --------------------------------- | ----------------------------------------------------------------------------------- | ------------------------------------------------------------------------- | ----------- | -------- | ----------- | --------- |
| «Життя славетних» (випуски 1-35)  |                                                                                     |                                                                           |             |          |             |           |
| 1                                 | Цюпа І. А.                                                                          | Юрій Коцюбинський (героїчна повість «Через терни до зірок»)               | 1966        | 348      | 30000       |           |
| 2                                 | Іващенко В. І., Кравець А. С.                                                       | Кибальчич (документальна повість «Його чекала галактика»)                 | 1966        | 290      | 30000       |           |
| 3                                 | Третяк Г. М., Приходько В. І. (упорядники)                                          | Ленін («Сторінки великого життя»)                                         | 1967        | 542      | 20000       | [ 4 ]     |
| 4                                 | Родаченко І. Ю.                                                                     | Григорович-Барський (документальна повість «Мандрівки Василя Барського»)  | 1967        | 184      | 28000       |           |
| 5                                 | Колісниченко Ю. Я., Плачинда С. П.                                                  | Неопалима купина                                                          | 1968        | 252      | 30000       |           |
| 6                                 | Симоненко П. І.                                                                     | Чечет (документальна повість «Понад вітрами»)                             | 1968        | 164      | 30000       |           |
| 7                                 | Смирнов О. П. (переклад з російської та літературний виклад: Куштенко І. Ф.)        | Федько (документальна повість «Командарм Федько»)                         | 1969        | 285      | 30000       |           |
| 8                                 | Калугін Ю. І.                                                                       | Шмідт (біографічна повість «Командую флотом. Шмідт»)                      | 1969        | 388      | 30000       |           |
| 9                                 | Глухенький М. Г.                                                                    | Максимович (біографічна повість «Михайло Максимович»)                     | 1969        | 248      | 15000       |           |
| 10                                | Плачинда С. П. (упорядник)                                                          | Корольов («Слово про Корольова»)                                          | 1970        | 308      | не вказаний | [ 6 ]     |
| 11                                | Канівець В. В.                                                                      | Кармалюк (біографічна повість «Славний лицар»)                            | 1969        | 216      | 30000       |           |
| 12                                | Шарипов А. А.                                                                       | Черняховський (біографічна повість «Генерал армії Черняховський»)         | 1970        | 392      | 30000       |           |
| 13                                | Костенко А. І.                                                                      | Леся Українка (документальна повість «Леся Українка»)                     | 1971        | 448      | 30000       |           |
| 14                                | Палажченко О. О.                                                                    | Руднєв (героїчна повість «Подвиг комісара»)                               | 1970        | 348      | 30000       |           |
| 15                                | Калугін Ю. І. (переклад з російської: Кузьменко В. М.)                              | Декабристи на Україні                                                     | 1971        | 374      | 50000       |           |
| 16                                | Ісаєвич Я. Д.                                                                       | Дрогобич (історична повість «Юрій Дрогобич»)                              | 1972        | 123      | 30000       | [ 8 ]     |
| 17                                | Заремба В. І.                                                                       | Манжура (біографічна повість «Іван Манжура»)                              | 1972        | 188      | 30000       |           |
| 18                                | Цибаньова О. С.                                                                     | Гребінка (біографічна повість «Євген Гребінка»)                           | 1972        | 304      | 30000       | [ 9 ]     |
| 19                                | пропущений при нумерації випусків, що виходили                                      |                                                                           |             |          |             |           |
| 20                                | Дрозд В. Г.                                                                         | Мельников (біографічний роман «Ювеналій Мельников»)                       | 1972        | 352      | 50000       |           |
| 21                                | Ільєнко І. О.                                                                       | Квітка-Основ'яненко (біографічна повість «Григорій Квітка-Основ'яненко»)  | 1973        | 252      | 65000       |           |
| 22                                | Кравцов Л. П.                                                                       | Жаданівський (біографічна повість «Борис Жаданівський»)                   | 1973        | 223      | 50000       | [ 10 ]    |
| 23                                | Цюпа І. А.                                                                          | Сухомлинський (біографічна повість «Василь Сухомлинський (Добротворець)») | 1973        | 335      | 50000       |           |
| 24                                | Бєляєв В. П., Йолкін А. С. (переклад з російської: Гуменний Я. П., Кузьменко В. М.) | Галан (біографічна повість «Ярослав Галан»)                               | 1974        | 288      | 50000       |           |
| 25                                |                                                                                     | Новатори                                                                  | 1974        | 180      | 25000       |           |
| 26                                | Обухова Л. О.                                                                       | Гагарін (повість-спогад «Юрій Гагарін»)                                   | 1974        | 230      | 50000       | [ 12 ]    |
| 27                                | Шаповал І. М.                                                                       | Маковський (біографічна повість «Володимир Маковський»)                   | 1974        | 228      | 30000       |           |
| 28                                | Александров В. Є.                                                                   | Лутугін («Леонід Лутугін»)                                                | 1975        | 319      | 30000       | [ 13 ]    |
| 29                                | Колесникова М. В., Колесников М. С. (переклад з російської: Григорук А. І.)         | Зорге («Ріхард Зорге»)                                                    | 1975        | 328      | 30000       |           |
| 30                                | Сергійчук В. І.                                                                     | Духов (біографічна повість «Микола Духов»)                                | 1975        | 159      | 50000       | [ 14 ]    |
| 31                                |                                                                                     | Хлібодари                                                                 | 1975        | 192      | 30000       |           |
| 32                                | Пільгук І. І.                                                                       | Карпенко-Карий (біографічна повість «Іван Карпенко-Карий (Тобілевич)»)    | 1976        | 295      | 65000       |           |
| 33                                | Островська Р. П. (переклад з російської: Ситник О. І.)                              | Островський (біографічна повість «Микола Островський»)                    | 1976        | 264      | 65000       |           |
| 34                                | Дубинський І. В. (переклад з російської: Куляс Н. Н.)                               | Примаков (біографічна повість «Віталій Примаков»)                         | 1977        | 288      | 30000       |           |
| 35                                | Ляховецький М. Б. (загальна редакція: Кочегура М. А.)                               | Льотчики (біографічні нариси)                                             | 1977        | 232      | 30000       |           |
| «Уславлені імена» (випуски 36-73) |                                                                                     |                                                                           |             |          |             |           |
| 36                                | Дубинський-Мухадзе І. М. (переклад з російської: Сподаренко І. В.)                  | Камо (біографічна повість «Камо»)                                         | 1977        | 216      | 65000       |           |
| 37                                | Калита В. Т. (загальна редакція: Дупленко К. Ф.)                                    | Стражеско (біографічна повість «Микола Стражеско»)                        | 1977        | 200      | 30000       |           |
| 38                                | Косач Ю. А.                                                                         | Бучма (біографічна повість «Амвросій Бучма»)                              | 1978        | 224      | 30000       |           |
| 39                                | Кулаковський В. М.                                                                  | Наливайко (роман «Северин Наливайко»)                                     | 1978        | 288      | 30000       |           |
| 40                                | Козак С. Д.                                                                         | Гришко (біографічна повість «Михайло Гришко»)                             | 1978        | 200      | 30000       | [ 17 ]    |
| 41                                | Камов Б. М. (переклад з російської: Бурбан В. Н., Чещевий В. П.)                    | Гайдар (біографічна повість «Аркадій Гайдар»)                             | 1978        | 376      | 50000       |           |
| 42                                | Конотопець Н. І.                                                                    | Кащенко (біографічна повість «Микола Кащенко»)                            | 1980        | 232      | 24000       |           |
| 43                                | Тельнюк С. В.                                                                       | Тичина (біографічна повість «Павло Тичина»)                               | 1979        | 336      | 30000       |           |
| 44                                | Ігнатенко Г. Г.                                                                     | Рилєєв (біографічна повість «Кіндрат Рилєєв»)                             | 1979        | 224      |             |           |
| 45                                | Врублевська В. В.                                                                   | Крушельницька (роман-біографія «Соломія Крушельницька»)                   | 1979        | 336      | 50000       |           |
| 46                                | Безхутрий М. М.                                                                     | Васильківський (біографічна повість «Сергій Васильківський»)              | 1979        | 256      | 30000       |           |
| 47                                | Конфорович А. Г., Сорока М. О.                                                      | Остроградський (біографічний роман «Михайло Остроградський»)              | 1980        | 216      | 50000       |           |
| 48                                | Шаповал І. М.                                                                       | Чекмарьов (біографічні нариси «Олександр Чекмарьов»)                      | 1981        | 280      | 30000       |           |
| 48                                | Байдуков Г. П. (переклад з російської: Максименко Н. Л.)                            | Чкалов (біографічна повість «Валерій Чкалов»)                             | 1981        | 320      | 30000       | [ 18 ]    |
| 49                                | Маградзе Е. С. (переклад з грузинської: Чілачава Р. Ш.)                             | Гурамішвілі (біографічна повість «Давид Гурамішвілі»)                     | 1980        | 168      | 30000       |           |
| 50                                | Плачинда С. П. (загальна редакція: Солнцева Ю. В.)                                  | Довженко (біографічний роман «Олександр Довженко»)                        | 1980        | 344      | 30000       |           |
| 51                                | Козак С. Д.                                                                         | Верьовка (біографічна повість «Григорій Верьовка»)                        | 1981        | 232      | 30000       |           |
| 52                                | Власенко І. М.                                                                      | Палладін (біографічна повість «Олександр Палладін»)                       | 1982        | 192      | 30000       |           |
| 53                                | Калита В. Т.                                                                        | Заболотний (біографічна повість «Данило Заболотний»)                      | 1981        | 248      | 30000       |           |
| 54                                | Кузьмін М. П. (переклад з російської: Сподаренко І. В.)                             | Котовський (біографічна повість «Григорій Котовський»)                    | 1981        | 312      | 30000       |           |
| 55                                | Костенко А. І.                                                                      | Малишко (біографічна повість «Андрій Малишко»)                            | 1981        | 312      | 30000       |           |
| 56                                | Кагарлицький М. Ф.                                                                  | Петрусенко (біографічна повість «Оксана Петрусенко»)                      | 1983        | 256      | 30000       |           |
| 57                                | Товстуха Є. С.                                                                      | Стеценко (біографічна повість «Кирило Стеценко»)                          | 1982        | 200      | 30000       |           |
| 58                                | Кунецька Л. І., Маштакова К. О.                                                     | Крупська (біографічна повість «Надія Крупська»)                           | 1982        | 312      |             |           |
| 59                                | Чіп Б. М., Оганесян О. Г.                                                           | Пимоненко (біографічний роман «Сергій Васильківський»)                    | 1983        | 256      | 30000       |           |
| 60                                | Драч І. Ф., Кримський С. Б., Попович М. В. (загальна редакція: Нічик В. М.)         | Сковорода (біографічний роман «Григорій Сковорода»)                       | 1984        | 216      | 50000       | [ 19 ]    |
| 61                                | Кулаковський В. М.                                                                  | Кривоніс (історичний роман «Максим Кривоніс»)                             | 1983        | 240      | 30000       |           |
| 62                                | Мацевич А. Ф.                                                                       | Свидницький (біографічна повість «Анатолій Свидницький»)                  | 1984        | 184      | 15000       |           |
| 63                                | Сорока М. О.                                                                        | Кравчук (біографічний роман «Михайло Кравчук»)                            | 1985        | 192      | 50000       |           |
| 64                                | Островська Р. П.                                                                    | Островський (біографічна повість «Микола Островський»)                    | 1985        | 192      | 30000       |           |
| 65                                | Русанов В. Н.                                                                       | Крушельницький (біографічна повість «Мар'ян Крушельницький»)              | 1985        | 168      | 25000       |           |
| 66                                | Ігнатенко Г. Г.                                                                     | Короленко (біографічна повість «Володимир Короленко»)                     | 1986        | 296      | 30000       |           |
| 67                                | Плачинда С. П.                                                                      | Яновський (біографічний роман «Юрій Яновський»)                           | 1986        | 256      | 15000       |           |
| 68                                | Александров В. Є.                                                                   | Фрунзе (біографічна повість «Михайло Фрунзе»)                             | 1987        | 224      | 30000       |           |
| 69                                | Венгловський С. А.                                                                  | Рєпін (біографічна повість «Ілля Рєпін»)                                  | 1987        | 224      | 30000       |           |
| 70                                | Сергійчук В. І.                                                                     | Духов (біографічна повість «Микола Духов», 2-е видання, доповнене)        | 1988        | 208      | 14000       |           |
| 71                                | Попович М. В.                                                                       | Гоголь (роман-есе «Микола Гоголь»)                                        | 1989        | 208      | 30000       |           |
| 72                                | Томенко М. Д.                                                                       | Трублаїні (біографічна повість «Микола Трублаїні»)                        | 1989        | 160      | 15000       | [ 20 ]    |
| 73                                | Мацевич А. Ф.                                                                       | Скрипник (біографічна повість «Микола Скрипник»)                          | 1990        | 216      | 27000       |           |
| 74                                | Горак Р. Д.                                                                         | Мартович (роман-есе «Лесь Мартович»)                                      | 1990        | 176      | 15000       |           |